# Gene Abrell
Gene Abrell, ameriški marinec, * 12. avgust 1931, Terre Haute, Indiana, ZDA, † 10. junij 1951, Hangnjong, Koreja.

## Življenjepis
Obiskoval je javne šole v Las Vegasu, Nevadi, nakar se je 17. avgusta 1948 vpisal v Korpus mornariške pehote Združenih držav Amerike.
Osnovno rekrutno urjenje je opravil v MCB Parris Island (Južna Karolina), nakar je bil premeščen v Camp Lejeune (Severna Karolina). Naslednja postaja je bil marinski odred na USS Noble, nakar je bil poslan s 1. marinsko divizijo v Korejo.
Udeležil se je bojev za Inčon, Seul, Vonsan, Čosinski rezervoar in Hanghum.
Umrl je med napadom na hrib blizu Hvačona, ko se je z aktivirano ročno granato vrgel v sovražnikov bunker; granata je ubila sovražnikovo posadko in njega, ki je tako uničil pomembno sovražnikovo obrambo točko, ki je prizadela velike izgube napredujočim marincem.
Kot 14. marinec je (posmrtno) prejel medaljo časti za zasluge v Koreji.

## Odlikovanja
- medalja časti
- škrlatno srce,
- Presidential Unit Citation,
- United Nations Service Medal.